# Oscar Mario Brown Jiménez
Oscar Mario Brown Jiménez (Cidade do Panamá, 6 de agosto de 1937) é um clérigo panamenho e ex-bispo de Santiago de Veraguas.
Oscar Mario Brown Jiménez foi ordenado sacerdote pela Arquidiocese do Panamá em 20 de janeiro de 1974.
Em 30 de dezembro de 1985, o Papa João Paulo II o nomeou bispo auxiliar no Panamá e bispo titular de Scilium. O Arcebispo do Panamá, Marcos Gregorio McGrath CSC, concedeu sua consagração episcopal em 22 de fevereiro do ano seguinte; Os co-consagradores foram Carlos Ambrosio Lewis Tullock SVD, Bispo Auxiliar do Panamá, e José María Carrizo Villarreal, Bispo de Chitré.
Em 17 de dezembro de 1994, foi nomeado Bispo de Santiago de Veraguas e foi empossado em 11 de fevereiro do ano seguinte. O Papa Francisco aceitou sua aposentadoria em 30 de abril de 2013.